# Seibús

El Seibús (Seybouse según la ortografía francesa) es un río del noreste de Argelia formado cerca de Guelma por los ríos Cheref y Zenati. La desembocadura se encuentra cerca de la ciudad de Annaba, en el mar Mediterráneo.
El río nace en Medjez Amar, vilayato de Guelma y desemboca en la ciudad de Annaba, vilayato de Annaba

## Calidad del agua del Seybouse
| Elemento              | Tasa      |
| --------------------- | --------- |
| Caudal                | 11,5 m³/s |
| Temperatura           | 21,41 °C  |
| Acidez                | 8,21 pH   |
| Saturación en oxígeno | 36,61 %   |
| DBO                   | 18,33     |
| DQO                   | 124,3     |
| Nitratos (NO3)        | 5,58      |
| PO4-3                 | 2,29      |
| Amonio                | 9,18      |

## Curiosidades
El río ha dado el nombre al hotel más importante de la ciudad y que ha antiguamente se llamaba el Plaza, situado en el centro de la ciudad, en frente del edificio gubernamental de la Wilaya. Actualmente es llamado Hotel Seybouse International.
El río da el nombre también a un periódico de la región este de Argelia llamado Seybouse Times.
El barrio donde desemboca el río recibe el nombre de este, Cité Seybouse que vio modificado su nombre Joannonville tras la independencia del país. 